# América francófona

Mapa de localização da América Francófona.

O termo América francófona ou Franco-América se refere a todos os territórios da América do Norte, América Central e América do Sul cuja população tenha o francês como língua materna ou segunda língua.
Segundo dados do Ministério dos Negócios Estrangeiros da França, há pelo menos 14 milhões de falantes de francês nas Américas, número que posiciona o francês como a quarta língua mais falada no continente.

## Territórios constituintes da América francófona
Fazem parte da América francófona:
- o Canadá; Quebeque e Nova Brunsvique;
- o território ultramarino francês de São Pedro e Miquelão;
- o estado da Luisiana, nos Estados Unidos, onde uma minoria da população (4,8%), descendentes de colonos da Nova França, tem o francês como língua materna; também onde essa língua goza de status oficial ao lado do inglês;
- o departamento ultramarino francês da Guiana Francesa;
- as Antilhas francesas, que incluem o estado independente do Haiti e os dois departamentos ultramarinos franceses de Guadalupe e Martinica.